# 윤병현
윤병현(尹昞賢, 1920년 10월 5일 ∼ 2006년 12월 7일)은 육군참모차장, 연합참모차장 등을 역임한 대한민국 군인 겸 정치가이다.

## 생애

### 출생과 성장
조선 숙종(朝鮮 肅宗) 때 좌의정 등의 직책을 지낸 윤지선(尹趾善, 1627년 ~ 1704년)의 13대 직계 후손으로 경상남도 의령에서 출생했다. 그는 경성부에서 공부하다가 15세 때인 1934년에 일본 도쿄로 유학을 갔다. 1935년 유학간 이때 군인이 되기로 결심한 것으로 알려졌다. 
부유한 집안의 지원으로 1938년에 일본 육군사관학교 제29기로 입학하였다. 1939년에 일본육군사관학교를 제29기로 졸업하고 소위로 임관했다. 이후 1945년에 일본이 태평양 전쟁에서 패망할 때까지 일본군에서 복무했다.

### 학력
- 경기소학교 졸업
- 경성제1고등보통학교(前) → 일본 도쿄 제1중학교 졸업
- 1939년 일본 육군사관학교 29기
- 1946년 대한민국 육군사관학교 1기
- 1947년 대한민국 조선경비보병학교 졸업
- 1951년 대한민국 육군보병학교 졸업
- 1956년 서울대학교 대학원 행정학과 행정학 석사
- 1967년 대한민국 국방대학원 행정학 석사

#### 명예 졸업
- 서울 경기·중고등학교 명예 졸업장 수여(1958년 5월 31일)

### 광복 후
일본이 패망하기 1년전 1944년 9월 3일 태평양 전쟁이 한창이던 때 군을 전역하고 고향인 의령으로 돌아왔다. 
1945년 8월 15일을 기하여 일본이 패망한후 1946년 미군정의 군사 고문으로 위촉되어 대한민국 국군을 창설할 때 주도적으로 참가했고, 이와 동시에 대한민국 육군사관학교 1기로 수료하였다.1946년 대한민국 정부가 수립되었을 때 그의 군생할도 다시 시작되었는데 일본육사를 수료하고 일본군 생활을 했던 경력으로 육사1기 수료후 육군 준장으로 임관했다. 1946년 육군 제1여단장으로 보임 후 1947년 1군사령부 전략과처장(준장), 1948년 대한민국 연합참모본부 군사전략과 과장(소장), 1949년 수도경비사령부 사령관(소장), 1950년 1군사령부 부사령관(소장)으로 재직하였다. 이때 한국 전쟁을 맞이하였다. 한국 전쟁이 한창이던 1952년 육군본부 합동작전참모부장(소장)으로 임명되었고 그 해당 직위 재임 시절이던 1953년 2월, 육군 중장 진급하였다. 1953년 5월, 육군본부 작전국장(중장)으로 전보되어 해당 직위로써 참전하던중 휴전되었다. 

### 한국전쟁 후
전쟁후 1954년 참전중 공이 인정되어 이승만 대통령으로부터 직접 보국훈장을 서훈받았고 이와 동시에 대한민국 육군 참모차장(중장)으로 진급하였다. 이후 1956년 연합참모본부 대간첩 대책본부 본부장(중장) 1957년 연합참모차장(중장)을역임. 1958년 예편하였다.

## 사후
2006년 12월 7일 별세하여 장례는 사가 가족장으로 치러졌고, 유해는 경상남도 의령 선영 납골당에 안장되었다. 

## 연보
- 1957년 대한민국 육군 육군 제2군 사령관(중장)
- 1958년 예편
- 1959년 ~ 1960년 대통령 비서실 차장
- 1960년 대통령 비서실 실장 직무대행 서리
- 1975년 ~ 1977년 한국석유개발공사 이사장

## 가족 및 친척 관계
- 처남 : 최영희 1921년 3월 1일 ~ 2006년 1월 11일, 대한민국의 제16대 국방부 장관.
- 처숙부 : 최상엽 1937년 2월 14일 ~ , 대한민국의 제45대 법무부 장관

1. ↑  족보 이름으로 추정된다.
2. ↑  사실확인 필요함. 이 내용이 사실이면 윤석열 대통령과는 친척이 아님. 촌수로 30촌이 넘어감.